# 山中博一
山中 博一（やまなか ひろかず、1963年10月4日 -  ）は神奈川県出身の元プロ野球選手（内野手）。

## 来歴・人物
横浜高校ではエース・愛甲猛を擁して優勝した2年夏の甲子園で控え、翌3年夏の甲子園には同期の片平保彦（大洋でも同僚）らとレギュラーで出場。1981年ドラフト6位で横浜大洋ホエールズに入団。一軍出場は無いまま1985年に引退。

## 詳細情報

### 年度別打撃成績
- 一軍公式戦出場なし

### 背番号
- 58 （1982年 - 1985年）